# Santuario de Nuestra Señora del Rosario (Lora)
El Santuario de Nuestra Señora del Rosario es un templo católico ubicado en la localidad de Lora, comuna de Licantén, Región del Maule, Chile. Construido a fines del siglo xix, fue declarado monumento nacional de Chile, en la categoría de monumento histórico, mediante el Decreto Exento n.º 639, del 17 de agosto de 2004.
El segundo domingo de octubre de cada año se celebra la fiesta religiosa de la Virgen del Rosario, donde acuden una gran cantidad de fieles peregrinos, y se realiza el patrimonial Baile de los Negros.

## Historia
Fue construido a finales del siglo xix en terrenos donados por un vecino del sector. Fue administrada por la arquidiócesis de Santiago de Chile, hasta el año 1925, cuando pasó a depender de la diócesis de Talca.

## Descripción
Construida con muros de adobe de gran espesor, presenta una gran nave central con corredores laterales. En su fachada cuenta con un vitral, y su techumbre es de tejas de arcillas, aunque algunas han sido reemplazadas por planchas de zinc.
Al interior se encuentra una imagen de la Virgen del Rosario, de madera policromada.